# Hamilton O. Smith
Hamilton Othanel Smith (New York, New York, 23. kolovoza 1931.) je američki mikrobiolog.
Zajedno s Werner Arberom i Daniel Nathansom 1978. dobio je Nobelovu nagradu za fiziologiju ili medicinu za otkriće restrikcijskih enzima i njihove primjene u molekularnoj genetici. 

## Vanjske poveznice
- Nobelova nagrada - autobiografija  Arhivirana inačica izvorne stranice od 24. lipnja 2009. (Wayback Machine) (engl.)